# Diocesi di Parintins
La diocesi di Parintins (in latino Dioecesis Parintinensis) è una sede della Chiesa cattolica in Brasile suffraganea dell'arcidiocesi di Manaus. Nel 2023 contava 207.000 battezzati su 257.000 abitanti. È retta dal vescovo José Albuquerque de Araújo.

## Territorio
La diocesi comprende parte dello stato brasiliano di Amazonas.
Sede vescovile è la città di Parintins, dove si trova la cattedrale di Nostra Signora del Carmine.
Il territorio si estende su 68.390 km² ed è suddiviso in 11 parrocchie.

## Storia
La prelatura territoriale di Parintins fu eretta il 12 luglio 1955 con la bolla Ceu boni patrisfamilias di papa Pio XII, ricavandone il territorio dall'arcidiocesi di Manaus.
Il 13 luglio 1963 cedette una porzione del suo territorio a vantaggio dell'erezione della prelatura territoriale di Borba (oggi diocesi).
Il 30 ottobre 1980 la prelatura territoriale di Parintins è stata elevata al rango di diocesi.

## Cronotassi dei vescovi
Si omettono i periodi di sede vacante non superiori ai 2 anni o non storicamente accertati.
- Sede vacante (1955-1961)

- Arcângelo Cerqua, P.I.M.E. † (4 febbraio 1961 - 15 luglio 1989 dimesso)
- Giovanni Risatti, P.I.M.E. † (15 luglio 1989 succeduto - 20 gennaio 1993 nominato vescovo di Macapá)
- Gino Malvestio, P.I.M.E. † (9 marzo 1994 - 7 settembre 1997 deceduto)
- Giuliano Frigeni, P.I.M.E. (20 gennaio 1999 - 21 dicembre 2022 ritirato)
- José Albuquerque de Araújo, dal 21 dicembre 2022

## Statistiche
La diocesi nel 2023 su una popolazione di 257.000 persone contava 207.000 battezzati, corrispondenti all'80,3% del totale.
| anno | popolazione | popolazione | popolazione | presbiteri | presbiteri | presbiteri | presbiteri                | diaconi | religiosi | religiosi | parrocchie |
| anno | battezzati  | totale      | %           | numero     | secolari   | regolari   | battezzati per presbitero | diaconi | uomini    | donne     | parrocchie |
| ---- | ----------- | ----------- | ----------- | ---------- | ---------- | ---------- | ------------------------- | ------- | --------- | --------- | ---------- |
| 1965 | 72.000      | 75.000      | 96,0        | 16         |            | 16         | 4.500                     |         |           | 10        | 7          |
| 1970 | 88.000      | 90.000      | 97,8        | 18         |            | 18         | 4.888                     |         | 20        | 16        | 5          |
| 1976 | 107.000     | 110.000     | 97,3        | 16         | 1          | 15         | 6.687                     |         | 17        | 20        | 7          |
| 1980 | 113.000     | 116.000     | 97,4        | 17         | 1          | 16         | 6.647                     |         | 19        | 20        | 8          |
| 1990 | 144.000     | 150.000     | 96,0        | 16         | 4          | 12         | 9.000                     |         | 18        | 15        | 8          |
| 1999 | 163.000     | 172.000     | 94,8        | 20         | 4          | 16         | 8.150                     |         | 19        | 20        | 32         |
| 2000 | 166.000     | 175.020     | 94,8        | 23         | 6          | 17         | 7.217                     |         | 19        | 24        | 8          |
| 2001 | 173.000     | 182.681     | 94,7        | 23         | 7          | 16         | 7.521                     |         | 19        | 24        | 8          |
| 2002 | 170.000     | 193.600     | 87,8        | 22         | 7          | 15         | 7.727                     |         | 18        | 26        | 8          |
| 2003 | 170.000     | 195.500     | 87,0        | 22         | 7          | 15         | 7.727                     |         | 18        | 26        | 8          |
| 2004 | 170.000     | 195.600     | 86,9        | 23         | 8          | 15         | 7.391                     |         | 18        | 26        | 9          |
| 2013 | 191.500     | 221.000     | 86,7        | 29         | 14         | 15         | 6.603                     |         | 18        | 17        | 10         |
| 2016 | 196.300     | 226.700     | 86,6        | 28         | 13         | 15         | 7.010                     | 2       | 17        | 14        | 10         |
| 2019 | 200.900     | 232.000     | 86,6        | 26         | 15         | 11         | 7.726                     | 4       | 11        | 20        | 9          |
| 2021 | 204.000     | 253.955     | 80,3        | 21         | 18         | 3          | 9.714                     | 6       | 3         | 4         | 11         |
| 2023 | 207.000     | 257.000     | 80,3        | 21         | 18         | 3          | 9.857                     | 6       | 5         | 21        | 11         |